# والية
والية قرية سوريّة تتبع إداريّاً لمحافظة حلب منطقة منبج ناحية أبو قلقل، بلغ تعداد سكانها 1,046 نسمة حسب التعداد السكاني لعام 2004.